# Liste der Stolpersteine in Hamburg-Lurup
Die Liste der Stolpersteine in Hamburg-Lurup enthält alle Stolpersteine, die im Rahmen des gleichnamigen Kunst-Projekts von Gunter Demnig in Hamburg-Lurup verlegt wurden. Mit ihnen soll Opfern des Nationalsozialismus gedacht werden, die in Hamburg-Lurup lebten und wirkten.
Diese Seite ist Teil der Liste der Stolpersteine in Hamburg, da diese mit insgesamt 7272 (Stand: Juli 2025) Steinen zu groß würde und deshalb je Stadtteil, in dem Steine verlegt wurden, eine eigene Seite angelegt wurde.
| Adresse                  | Person(en)                      | Inschrift | Bilder | Anmerkung                            |
| ------------------------ | ------------------------------- | --- | ------ | ------------------------------------ |
| Am Barls 260 ·           | Klara Sierau geb. Jentzen       | Hier wohnte Klara Sierau geb. Jentzen Jg. 1899 eingewiesen 1942 Heilanstalt Langenhorn ‚verlegt‘ 23.6.1944 Heilanstalt Rickling ermordet 29.7.1944 |        | Eintrag auf stolpersteine-hamburg.de |
| Engelbrechtweg 37 ·      | Paul Heidebrecher               | Hier wohnte Paul Heidebrecher Jg. 1920 verhaftet 1941 KZ Fuhlsbüttel 1944 KZ Neuengamme tot 3.5.1945                                               |        | Eintrag auf stolpersteine-hamburg.de |
| Luruper Hauptstraße 54 · | Wilhelm Hagen                   | Hier wohnte Wilhelm Hagen Jg. 1899 verhaftet KZ Fuhlsbüttel ermordet 3.1.1936                                                                      |        | Eintrag auf stolpersteine-hamburg.de |
| ggü. Randowstraße 14 ·   | Knabe Domaracka                 | Hier geboren Knabe Domaracka geb. 4.12.1944 Mutter in Zwangsarbeit KZ-Außenlager Eidelstedt nach der Geburt ermordet                               |        | Eintrag auf stolpersteine-hamburg.de |
| ggü. Randowstraße 14 ·   | Knabe Dub                       | Hier geboren Knabe Dub geb. Januar 1945 Mutter in Zwangsarbeit KZ-Außenlager Eidelstedt nach der Geburt ermordet                                   |        | Eintrag auf stolpersteine-hamburg.de |
| ggü. Randowstraße 14 ·   | Alice Dubova geb. Glatterova    | Alice Dubova geb. Glatterova Jg. 1912 deportiert 1941 Theresienstadt 1944 Auschwitz Zwangsarbeit KZ-Außenlager Eidelstedt ermordet 1.3.1945        |        | Eintrag auf stolpersteine-hamburg.de |
| ggü. Randowstraße 14 ·   | Julianna Malinowska geb. Majtyk | Julianna Malinowska geb. Majtyk Jg. 1884 Polen Zwangsarbeit Eidelstedt Verschiebebahnhof Flucht in den Tod 25.9.1944                               |        | Eintrag auf stolpersteine-hamburg.de |
| ggü. Randowstraße 14 ·   | Marianne Taus                   | Marianne Taus Jg. 1930 Ungarn Zwangsarbeit KZ-Außenlager Eidelstedt tot an den Folgen 17.6.1945 Krankenhaus Langenhorn                             |        | Eintrag auf stolpersteine-hamburg.de |
| Wilsdorfallee 4 ·        | Hans Saßin                      | Hier wohnte Hans Saßin Jg. 1902 eingewiesen 1941 Heilanstalt Neustadt ‚verlegt‘ 9.7.1941 Bernburg ermordet 9.7.1941 ‚Aktion T4‘                    |        | Eintrag auf stolpersteine-hamburg.de |